# Chmúra (dolina)
Chmúra je horská dolina na východním okraji Kysucké vrchoviny v okrese Čadca. Tvoří větev Bystrické doliny a protéká jí stejnojmenný potok. Dolina je dlouhá asi 6 km.

## Polohopis
Dolina Chmúra tvoří rameno doliny Vychylovského potoka, odbočující severovýchodním směrem z Bystrické doliny. Leží na severovýchodním okraji Vojenného, podcelku Kysucké vrchoviny. Ve střední části se nachází osada Nové Bystrice, Chmúrovci, nedaleko které je vybudováno Muzeum kysucké dědiny.

### Doprava
Přístup do doliny je místní komunikací, odbočující ze silnice III / 2036 do Vychylovky, jižním okrajem stoupá spojnice Kysuc a Oravy, silnice II / 520. V minulosti vedla do údolí z Krásna nad Kysucou úzkorozchodná Kysucká lesní železnice, která byla v roce 1926 spojena přes sedlo Demänová s oravskou tratí, čímž vznikla kysucko-oravská lesní železnice s délkou 110 km.

## Chráněná území
Dolina patří do Chráněné krajinné oblasti Kysuce a v její horní části leží zvláště chráněné území, chráněný areál Chmúra.

## Turismus
Velmi turisticky atraktivní lokalita Kysúc patří mezi oblíbené cíle návštěvníků. Milovníky historie láká Muzeum kysucké dědiny, v jehož areálu je stanice Kysucko-oravské lesní železnice. Rovněž zajímavým je území pro cykloturisty a horské cyklisty, využívající Kysuckou cyklomagistrálu, okruh okolo vodárenské nádrže Nová Bystrica a množství lesních cest. Dolinou vede  červeně značený chodník z Vychylovky-Rycierky do sedla Demänová (930 m n. m.).